# ساعة كهربائية

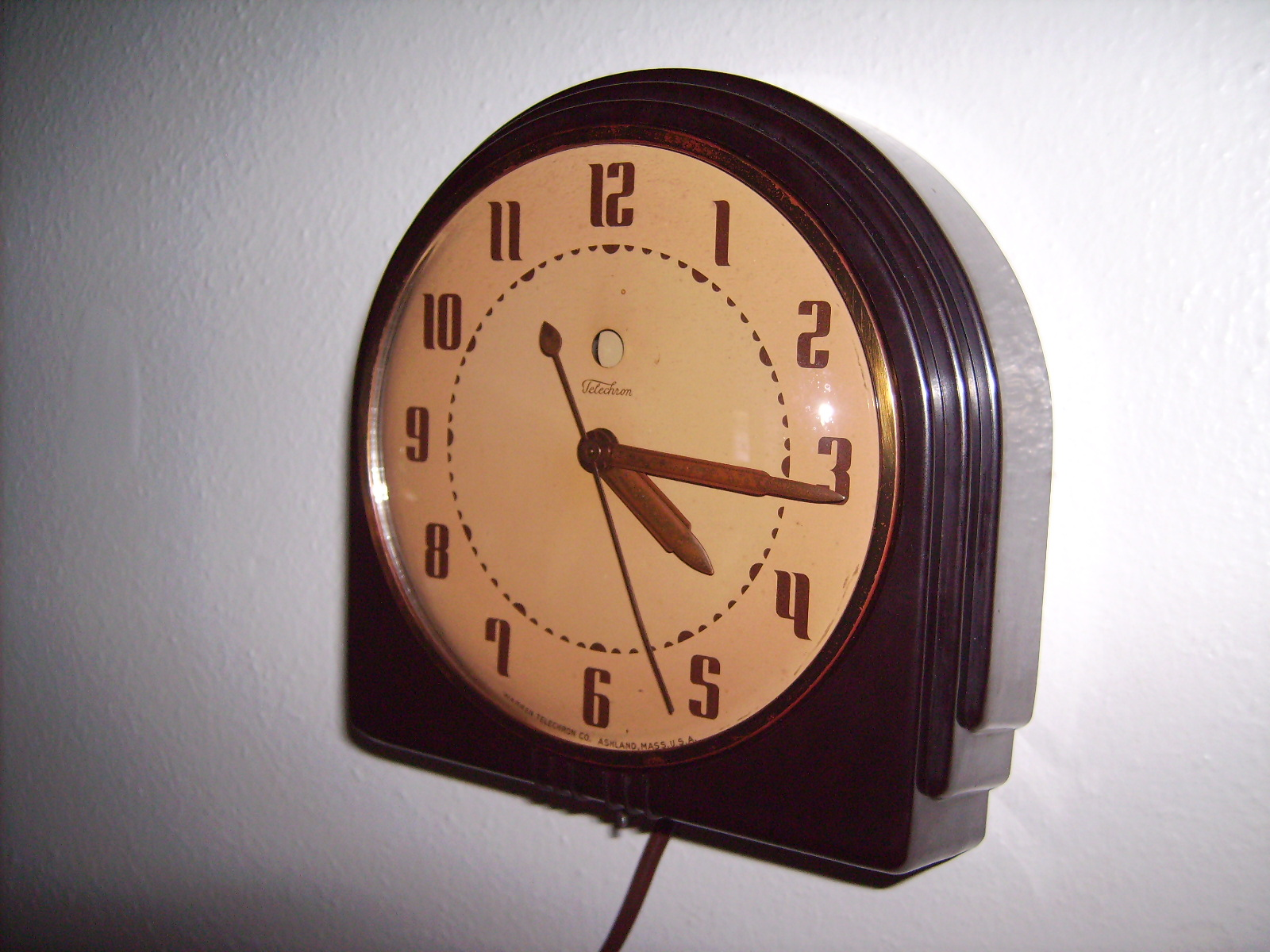

الساعة الكهربائية هي ساعة تعمل بالكهرباء، على عكس الساعة الميكانيكية التي تعمل بواسطة ثقل معلق أو نابض رئيسي. صُنعت أولى الساعات الكهربائية التجريبية في حوالي أربعينيات القرن التاسع عشر، ولكن لم يتم تصنيعها على نطاق واسع حتى أصبحت الطاقة الكهربائية الرئيسية متاحة في عام 1890. وفي عام 1930 حلت الساعة الكهربائية المُتزامنة محل الساعات الميكانيكية باعتبارها أكثر أنواع الساعات استخداماً.

## أنواع الساعات الكهربائية
تعمل هذه الساعات بعدة أنواع مختلفة من الآليات:

### الساعات الكهروميكانيكية
تتميز هذه الساعات بحركة ميكانيكية تقليدية، والتي تحافظ على الوقت باستخدام بندول متذبذب أو عجلة توازن تعمل من خلال مجموعة تروس بواسطة زنبرك رئيسي، ولكنها تستخدم الكهرباء لإعادة لف الزنبرك الرئيسي باستخدام محرك كهربائي أو مغناطيس كهربائي. توجد هذه الآلية في الغالب في الساعات العتيقة.

### الساعات الكهرومغناطيسية
تعمل هذه الساعات باستخدام البندول أو عجلة التوازن، لا يتم توفير النبضات اللازمة لإبقائها مستمرة بواسطة حركة ميكانيكية، بل بواسطة قوة مغناطيسية من مغناطيس كهربائي من ملف لولبي. كانت هذه هي الآلية المستخدمة في الساعات الكهربائية الأولى، وتوجد في الساعات الكهربائية العتيقة ذات البندول. كما توجد أيضًا في عدد قليل من الساعات الزخرفية الحديثة التي توضع على الرفوف والمكتب.

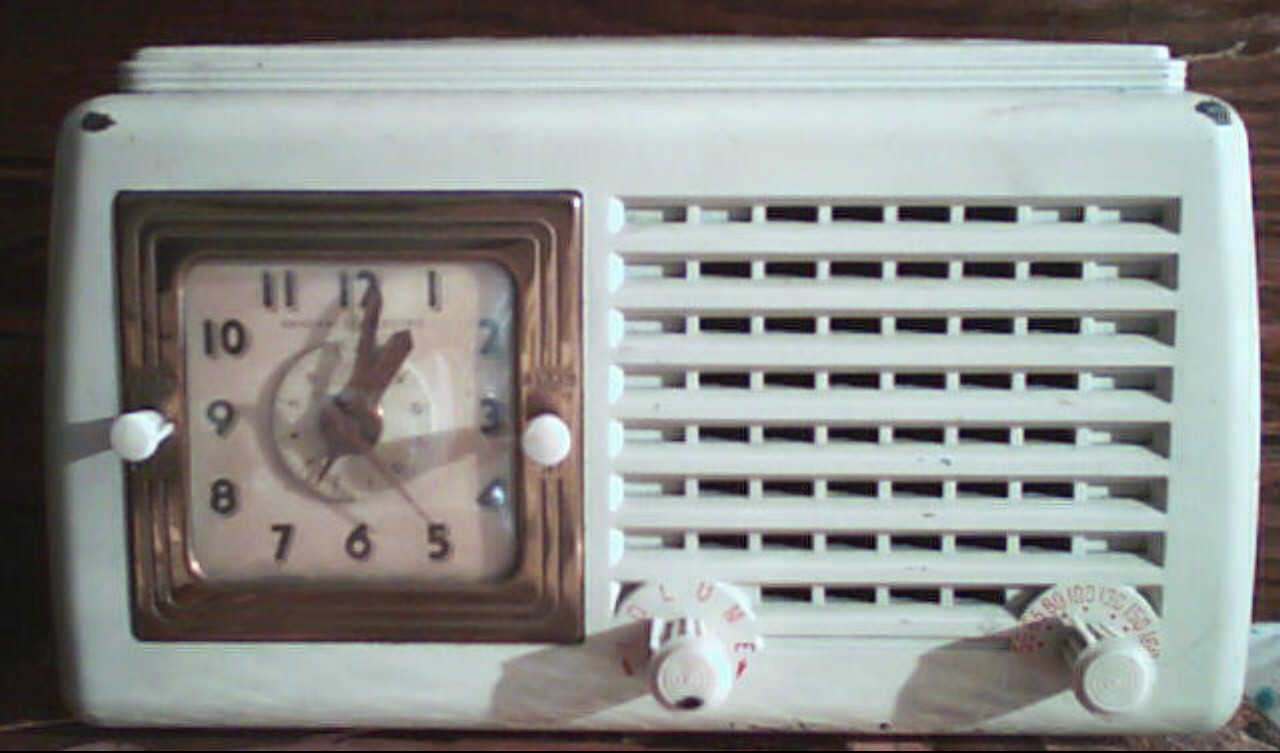
ساعة تزامنية في راديو من 1950

### الساعات المتزامنة
تعتمد هذه الساعات على تردد 50 أو 60 هرتز لشبكة الطاقة الكهربائية المترددة كمصدر للتوقيت،عن طريق تشغيل تروس الساعة بمحرك متزامن. وهي تحسب بشكل أساسي دورات مصدر الطاقة. وفي حين قد يختلف التردد الفعلي مع التَحمِيل على الشبكة، فإن العدد الإجمالي للدورات لكل 24 ساعة يتم الحفاظ عليه ثابتًا بشكل صارم، بحيث يمكن لهذه الساعات الحفاظ على الوقت بدقة لفترات طويلة، بدون انقطاع انقطاع التيار الكهربائي وأيضا هي أكثر دقة من ساعة الكوارتز النموذجية. كان هذا هو النوع الأكثر شيوعًا من الساعات في 1930، ولكن تم استبداله الآن في الغالب بساعات الكوارتز.

### ساعات الشوكة الرنانة
تحافظ هذه الساعات على الوقت عن طريق حساب ذبذبات شوكة رنانة معايرة بتردد محدد. صُنعت هذه الساعات في شكل بطارية فقط. تم استبدال جميع الساعات التي تعمل بالبطاريات إلى حد كبير بحركة الكوارتز الأقل تكلفة.

### ساعات الكوارتز
هي ساعات كهربائية تحافظ على الوقت عن طريق عد ذبذبات بلورة كوارتز مهتزة. وهي تستخدم دارات حديثة تعمل بالتيار المستمر ذات الجهد المنخفض، والتي يمكن تزويدها ببطارية أو مستمدة من التيار الكهربائي. وهي أكثر أنواع الساعات شيوعًا اليوم. تخطأ هذه الساعات بضع ثوانٍ في الأسبوع، على الرغم من أنه في بعض الأحيان أكثر من ذلك.
| الزمن | مقدار الخطأ في ساعات الكورتز |
| ----- | ---------------------------- |
| اليوم | 1 ثانية                      |
| الشهر | 30 ثانية                     |
| السنة | 6 دقائق                      |

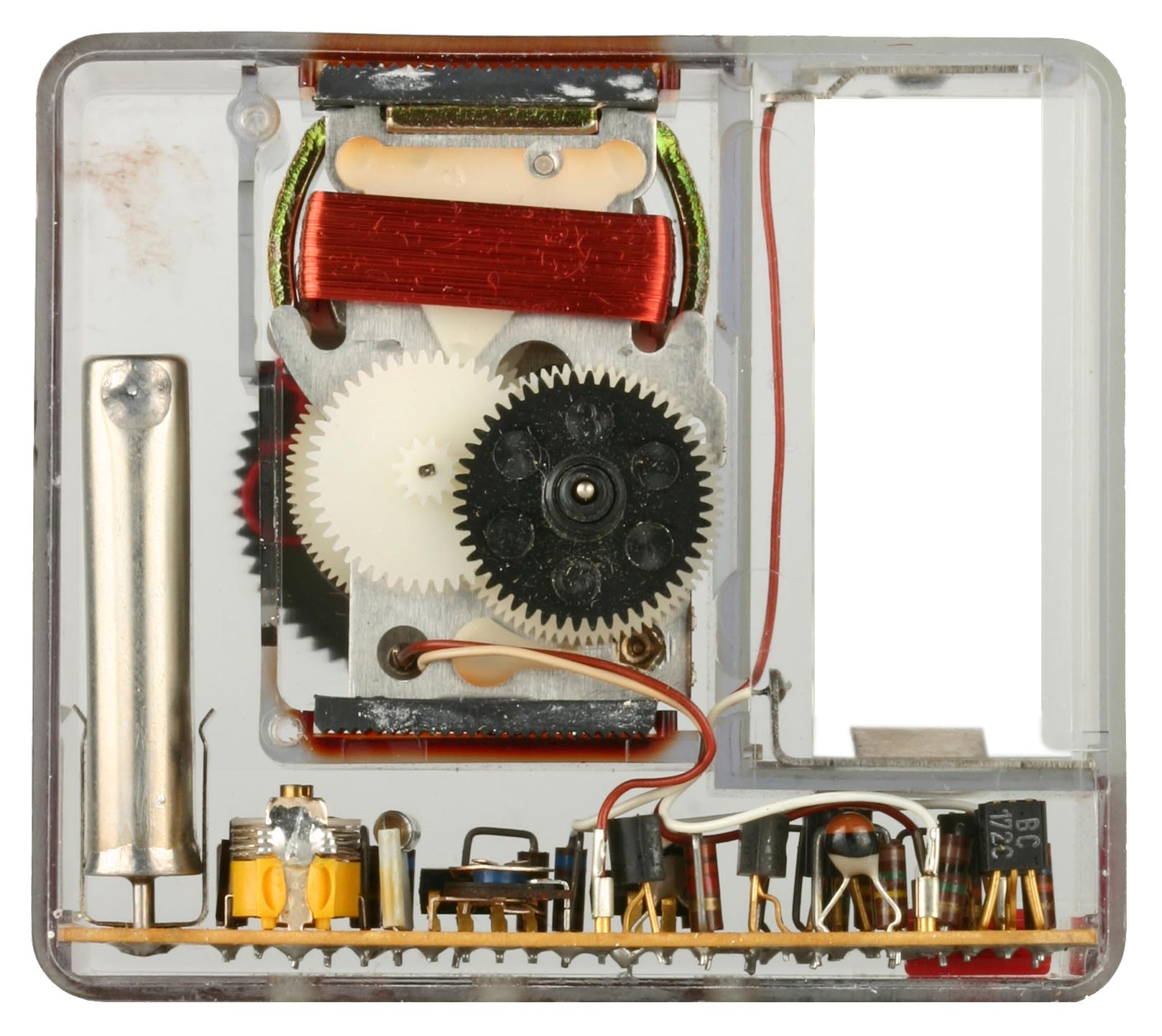
ساعة الكوارتز

ويمكن تحقيق خطأ أقل عن طريق المعايرة الفردية إذا كان التعديل ممكناً ويمكن أيضا تحقيق دقة لكن بتكلفة أعلى.